# Boucles de l'Aulne 2008
La 51e édition des Boucles de l'Aulne s'est déroulée le 1er juin 2008. L'épreuve est inscrite au calendrier de l'UCI Europe Tour 2008 dans la catégorie 1.1.

## Classement final
|    | Coureur           | Équipe                       |    | Temps          |
| -- | ----------------- | ---------------------------- | -- | -------------- |
| 1  | Romain Feillu     | Agritubel                    | en | 4 h 8 min 43 s |
| 2  | Nico Sijmens      | Landbouwkrediet-Tönissteiner |    | m.t.           |
| 3  | Christophe Mengin | La Française des Jeux        |    | m.t.           |
| 4  | Tanel Kangert     | AG2R Prévoyance              | +  | 2 s            |
| 5  | Dmitriy Fofonov   | Crédit agricole              |    | m.t.           |
| 6  | Arnold Jeannesson | Auber 93                     |    | m.t.           |
| 7  | David Le Lay      | Agritubel                    | +  | 9 s            |
| 8  | Steven Tronet     | Roubaix Lille Métropole      | +  | 47 s           |
| 9  | Laurent Lefèvre   | Bouygues Télécom             | +  | 48 s           |
| 10 | Yohan Cauquil     | Mitsubishi-Jartazi           |    | m.t.           |